# Luis Enrique Fernández Marta
Luis Enrique Fernández Marta (n. Melo, Uruguai, 11 de març de 1953) és un docent i cineasta uruguaià.

## Biografia
Després de passar la seva infància a la seva ciutat natal, on va cursar estudis primaris i secundaris, es trasllada a Montevideo i ingressa al Institut de Professors Artigas, graduant-se alguns anys després.
Ja en els primers anys de la seva activitat docent va sentir una forta atracció per explorar noves formes d'expressió artística. Genial dibuixant i retratista, va decidir incursionar en el cinema experimental amb un curtmetratge per a nens amb animació, on ja s'adverteix el seu talent creador. Camerògraf, guionista, director de cinema i professor, alterna la seva activitat creativa amb les seves responsabilitats en l'àrea de televisió educativa d'Educació Secundària.
A més actualment s'exerceix com a docent de la llicenciatura de llenguatges i mitjans audiovisuals que es desenvolupa a Playa Hermosa, Piriápolis, Maldonado.
La seva opera prima, El baño del Papa, basada en un guió de la seva autoria i dirigida juntament amb César Charlone (candidat a l'Oscar per Cidade de Deus), relata una història real ocorreguda en Melo quan es va saber que el Papa Joan Pau II anava a visitar la ciutat. Aquesta obra entranyable d'excel·lent factura cinematogràfica va arrasar amb més premis internacionals que cap altra pel·lícula creada a l'Uruguai.

## Premis i distincions
Festival Internacional de Cinema de Sant Sebastià
| Any  | Categoria        | Pel·lícula       | Resultat  |
| ---- | ---------------- | ---------------- | --------- |
| 2007 | Premi Horizontes | El baño del Papa | Guanyador |